# Skin and Bones
Skin and Bones är ett akustiskt livealbum även en Live DVD av den amerikanska musikgruppen Foo Fighters, utgivet den 7 november 2006. Albumet är inspelat i augusti 2006 under en konsert i Los Angeles.

## Låtförteckning
1. Razor
2. Over and Out
3. Walking After You
4. Marigold
5. My Hero
6. Next Year
7. Another Round
8. Big Me
9. Cold Day in the Sun
10. Skin and Bones
11. February Stars
12. Times Like These
13. Friend of a Friend
14. Best of You
15. Everlong
16. Ain't It The Life (bonuslåt på Itunes)
17. Video – Skin and Bones (bonus på Itunes)